# Haugh of Urr
Haugh of Urr ist eine Ortschaft in der schottischen Council Area Dumfries and Galloway beziehungsweise der traditionellen Grafschaft Kirkcudbrightshire. Sie liegt je rund fünf Kilometer nordwestlich von Dalbeattie und nordöstlich von Castle Douglas nahe dem linken Ufer des namensgebenden Urr Water.

## Geschichte
Seit dem 12. Jahrhundert befand sich mit der Motte von Urr ein Wehrbau nahe der Ortschaft. Haugh of Urr lag an einer der schottischen Militärstraßen. Die heutige, am Südrand gelegene Urr Parish Church wurde 1914 nach einem Entwurf des Architekten P. MacGregor Chalmers erbaut.
Im Rahmen der Zensuserhebung 1971 wurden in Haugh of Urr 228 Personen gezählt. Dies waren acht Einwohner mehr als zehn Jahre zuvor.

## Verkehr
In Haugh of Urr kreuzt die aus Dalbeattie kommende B794 die alte Militärstraße. Die B794 bindet die Ortschaft an die zwei Kilometer nördlich verlaufende Fernverkehrsstraße A75 (Stranraer–Gretna Green) an. In Dalbeattie wird die A710 sowie die A711 erreicht. Am Westrand von Haugh of Urr wurde 1763 mit der Bogenbrücke Haugh Bridge eine Querung des Urr Water errichtet.